# Отбрана на Великата китайска стена
Отбраната на Великата китайска стена от 1 януари до 21 май 1933 година е военна операция в Северен Китай по време на Вътрешномонголската кампания.
В нея войските на Япония и Манджоу-Го настъпват от Манджурия към Пекин срещу силите на Република Китай. След първите успехи Манджоу-Го анексира провинция Жъхъ. Възползвайки се от численото си и техническо превъзходство, японците изтласкват китайските войски до Великата китайска стена. В края на май китайците са принудени да приемат неблагоприятното за тях Примирие от Тангу.